# NGC 3727
NGC 3727 est une galaxie lenticulaire située dans la constellation de la Coupe. NGC 3727 a été découverte par l'astronome américain Francis Leavenworth en 1886.

## Caractéristiques
Sa vitesse par rapport au fond diffus cosmologique est de 4 951 ± 47 km/s, ce qui correspond à une distance de Hubble de 73,0 ± 5,2 Mpc (∼238 millions d'al).